# Thomas Santos
Thomas Santos Christensen (Silkeborg, 10 ottobre 1998) è un calciatore danese, centrocampista dell'IFK Göteborg.

## Biografia
È nato in Danimarca da madre brasiliana.

## Carriera
Cresciuto a livello giovanile tra il Silkeborg KFUM e la principale squadra della sua città natale, il Silkeborg IF, Santos ha svolto un provino con lo Skive IK dal giugno 2017, venendo poi tesserato a luglio con un contratto di sei mesi. Il suo debutto ufficiale è avvenuto il successivo 9 agosto in occasione della vittoria per 4-0 in Coppa di Danimarca contro i dilettanti del Vejlby-Risskov. Dopo un avvio di stagione in cui ha faticato a trovare spazio, il suo minutaggio è aumentato nella seconda parte del campionato, concluso però con la retrocessione dalla seconda alla terza serie. Nonostante ciò è rimasto in rosa prolungando il suo contratto, L'anno seguente ha contribuito alla promozione che ha riportato i gialloblù nel secondo campionato nazionale. Ha continuato a militare nel club fino al giugno 2021, chiudendo una stagione 2020-2021 che ha visto la squadra concludere il torneo con una nuova retrocessione in terza serie.
Scaduto il suo contratto con lo Skive, dal 1º luglio 2021 è diventato a tutti gli effetti un nuovo giocatore dell'Horsens, con cui ha centrato la promozione in Superligaen al termine del suo primo anno. Il campionato di Superligaen 2022-2023 è stato dunque il primo da lui disputato in carriera nella massima serie danese. È stato inoltre votato giocatore dell'anno del club per la stagione 2022-2023, conclusa però con la retrocessione in 1. Division.
Il 30 giugno 2023 è stato reso noto il suo passaggio agli svedesi dell'IFK Göteborg con un contratto triennale.

## Palmarès

### Club

#### Competizioni nazionali
- 2. Division: 1

Skive: 2018-2019
- 1. Division: 1

Horsens: 2021-2022